# Justicia hians
Justicia hians là một loài thực vật có hoa trong họ Ô rô. Loài này được (Brandegee) Brandegee mô tả khoa học đầu tiên năm 1915.